# Bosco Vaccarizzo
Bosco Vaccarizzo este o arie protejată (arie specială de conservare — SAC, sit de importanță comunitară — SCI) din Italia întinsă pe o suprafață de 292 ha, integral pe uscat.

## Localizare
Centrul sitului Bosco Vaccarizzo este situat la coordonatele 40°07′32″N 16°02′18″E / 40.125556°N 16.038333°E.

## Înființare
Situl Bosco Vaccarizzo a fost declarat sit de importanță comunitară în iunie 1995 pentru a proteja 36 de specii de animale. Situl a fost protejat și ca arie specială de conservare în ianuarie 2017.

## Biodiversitate
Situată în ecoregiunea mediteraneană, aria protejată conține 1 habitat natural: Păduri de fag din Apenini cu Abies alba și păduri de fag cu Abies nebrodensis.
La baza desemnării sitului se află mai multe specii protejate:
- păsări (35): uliu păsărar (Accipiter nisus), pițigoi codat (Aegithalos caudatus), ciuf-de-pădure (Asio otus), cucuvea (Athene noctua), șorecarul comun (Buteo buteo), sticlete (Carduelis carduelis), Cettia cetti, florinte (Chloris chloris), porumbel gulerat (Columba palumbus), corb (Corvus corax), cioară grivă (Corvus cornix), cuc (Cuculus canorus), pițigoi albastru (Cyanistes caeruleus), ciocănitoare pestriță mare (Dendrocopos major), Dryobates minor, presură bărboasă (Emberiza cirlus), măcăleandru (Erithacus rubecula), cinteză (Fringilla coelebs), gaiță (Garrulus glandarius), Leiopicus medius, gaia roșie (Milvus milvus), pițigoi mare (Parus major), vrabie italiană (Passer italiae), vrabie de câmp (Passer montanus), pițigoi de brădet (Periparus ater), pitulice de munte (Phylloscopus collybita), coțofană (Pica pica), ciocănitoarea verde (Picus viridis), cănăraș (Serinus serinus), țiclete (Sitta europaea), huhurez mic (Strix aluco), silvie cu cap negru (Sylvia atricapilla), mierlă (Turdus merula), sturz-cântător (Turdus philomelos), sturzul de vâsc (Turdus viscivorus)
- mamifere (1): lupul (Canis lupus)

Pe lângă speciile protejate, pe teritoriul sitului au mai fost identificate 19 specii de plante, 3 specii de amfibieni, 3 specii de mamifere, 1 specie de reptile.